# Mariana Kahane
Mariana Kahane (n. 22 aprilie 1922, Tecuci – d. 23 martie 2008, București) a fost o cercetătoare, profesoară, folcloristă și etnomuzicologă română, de origine evreiască.

## Biografie
S-a născut la data de 22 aprilie 1922, în orașul Tecuci, pe atunci reședința județului Tecuci.
Își începe studiile muzicale la Școala de Arte pentru Evrei din București, între 1941-1946, cu profesorii Benjamin Weiss (canto), Alfred Mendelsohn (teorie-solfegiu, armonie, istoria muzicii), Hilda Jerea (pian).
Între 1943-1945 a fost asistentă la catedra de teorie-solfegiu, la Școala de Arte pentru Evrei din București.
Își continuă studiile la Conservatorului din București, între 1946-1952, la Facultatea de Canto și Facultatea de Pedagogie muzicală/Dirijat, avându-i ca profesori pe Ioan D. Chirescu (teorie-solfegiu), Ion Dumitrescu (armonie), Nicolae Buicliu și Leon Klepper (contrapunct), Tudor Ciortea (forme muzicale), Zeno Vancea (istoria muzicii), Harry Brauner, Tiberiu Alexandru, Emilia Comișel (folclor), Dumitru Botez (cor și dirijat coral), Theodor Rogalski (orchestrație), Florin Eftimescu (pian).
Între 1948-1949 este profesoară de teorie-solfegiu la Conservatorul Alberto della Pergolla din București.
În 1948 este angajată la nou-înființatul Institut de Folclor din București, unde va fi pe rând: asistent, cercetător și cercetător principal. De aici va ieși la pensie în 1981.
Între 1949-1955 activează ca asistent și lector la catedra de folclor a Conservatorului din București.
Între 1969-1970, printr-o bursă de documentare, se perfecționează în etnomuzicologie la Indiana University din Bloomington cu profesorul George List și la California University din Los Angeles cu profesorii Charles Seeger și Mantle Hood.
În 1969 devine membră a „Society for Ethnomusicology” (SEM) din Statele Unite ale Americii, iar în 1975 a „International Council for Traditional Music”, făcând parte din grupul de studiere a analizei și sistematizării muzicii populare.

## Realizări
A publicat articole, studii, analize, note în numeroase periodice, precum „Muzica”, „Revista de Folclor” (devenită Revista de Etnografie și Folclor), „Anuarul ICED” (Institutului de Cercetări Etnologice și Dialectologice), „Revue Roumaine d'histoire de l'art”, „Ethnomusicology”, „Journal of the Society of Ethnomusicology”, „Jahrbuch fur Volksliedforschung”, „Dialogue”, „Buletin Associazione latine degli studi romeni” etc.
A susținut comunicări științifice, referate și conferințe în țară și în străinătate (Bulgaria, Polonia, Slovacia, SUA), emisiuni de radio și televiziune.
A cules peste 4.300 de piese, a notat și a transcris peste 3.500 melodii populare, majoritatea aflate în arhiva Institutului de Etnografie și Folclor „Constantin Brăiloiu” din București.

## Decesul
Moare la data de 23 martie 2008, în București.

## Distincții
A fost distinsă cu Premiul Uniunii Compozitorilor din R.S.R. (1988) și Premiul Academiei Române (1988).

## Lucrări

### Volume
- Cântecul Zorilor și Bradului. Tipologie muzicală, Colecția Națională de Folclor, București, Editura Muzicală, 1988, 824 p. (în colaborare cu Lucilia Georgescu-Stănculeanu)
- Doina vocală din Oltenia. Tipologie muzicală, Colecția Națională de Folclor, București, Editura Academiei Române, 2007, 260 p. (lucrare îngrijită de Marian Lupașcu)

### Culegeri de folclor
- Din folclorul nostru, București, Editura de Stat pentru Literatură și Artă, 1953 (în colaborare cu Emilia Comișel)
- Antologie folclorică din ținutul Pădurenilor (Hunedoara), București, Editura Muzicală, 1959 (ediția I, în colaborare cu Emilia Comișel)

### Studii și articole

#### Revista Muzica
- „Pe urmele lui Béla Bartók în Hunedoara” în Muzica, tomul V, nr. 9, 1955 (în colaborare cu Emilia Comișel)
- „Ulpiu Vlad, etnomuzicologul (contribuție la portretul realizat de Valentina Sandu-Dediu)” în Muzica, nr. 1, 1995

#### Revista de Folclor / Revista de Etnografie și Folclor
- „Cîntece și jocuri de nuntă din Ținutul Pădurenilor, reg. Hunedoara” în RF, tomul I, nr. 1-2, 1956 (în colaborare cu Emilia Comișel)
- „Doine din Oltenia subcarpatică” în RF, tomul VIII, nr. 1-2, 1963
- „Baza prepentatonică a melodicii din Oltenia subcarpatică” în REF, tomul IX, nr. 4-5, 1964; idem în limba franceză, în „Revue Roumaine d'Histoire de l'Art”, I, nr. 2, 1964
- „Obiceiul colindatului în satele Lupșa de Sus (Strehaia-Oltenia) și Bărbătești (Horezu-Argeș)” în REF, tomul X, nr. 4, 1965
- „De la cîntecul de leagăn la doină” în REF, tomul X, nr. 5, 1965
- „Un aspect al legăturii dintre text și melodie în cîntecul popular românesc” în REF, tomul XI, nr. 2, 1966
- „Trăsături specifice ale doinei din Oltenia subcarpatică” în REF, tomul XII, nr. 3, 1967
- „Repertoriul de șezătoare - specie ceremonială distinctă” în REF, tomul XIII, nr. 4, 1968 (în colaborare cu Lucilia Georgescu-Stănculeanu)
- „Orientări și aspecte ale cercetării folclorului în SUA (I)” în REF, tomul XVII, nr. 1, 1972
- „Orientări și aspecte ale cercetării folclorului în SUA (II)” în REF, tomul XVII, nr. 3, 1972
- „De la sistem sonor la formă arhitectonică (cu privire la indiferența funcțională)” REF, tomul XXIV, nr. 1, 1979; idem, în limba franceză, în Dialoge - Revue d'Etudes Roumaines et des Traditions Orales Mediterraneennes, nr. 12/13, Montpellier, Université Paul Valéry, 1984
- „George Herzog, 1902-1983. In memoriam” în REF, tomul XXIX, nr. 1, 1984

#### Anuarul I.C.E.D.[8]/ I.E.F.C.B.[9]
- „Observații în legătură cu Ciocîrlia” în Anuarul I.C.E.D., seria A, nr. 1, 1979
- „Paula Carp (1911-1991)” în Anuarul I.E.F.C.B., tomul 3, București, Editura Academiei Române, 1992 (în colaborare)

#### Buletin - Associazione Latina degli Studi Romeni
- „Cântarea antifonică a unor specii ale folclorului românesc ceremonial. Consecințe asupra textelor poetice (I)” în Buletin - Associazione Latina degli Studi Romeni, nr. 5, Milano, 1993

#### Volume colective
- „Folclorul muzical din zona Crișului Negru (muzica vocală)” în Zilele folclorului bihorean (ediția a IV-a), Oradea, Centrul de Îndrumare a Creației Populare și Mișcarea Artistică de Masă - Bihor, 1974
- „O ipostază a ursitoarelor în credințe și ceremonialuri” în Folclor literar, vol. II, Timișoara, Universitatea din Timișoara, Facultatea de Filologie, 1968 (în colaborare)
- „Observații asupra melodicii maramureșene” în Imagini și permanențe în etnologia românească, Chișinău, Editura Știința, 1992
- „Câteva cercetări pe drumuri deschise de Constantin Brăiloiu” în Centenar Constantin Brăiloiu, București, Editura Muzicală, 1994

### Discografie
- Document. Arhive folclorice românești - Rădăcini / Document. Romanian Folk Archives - Roots (EDC 322), București, 1999 (CD cu 54 de piese muzicale și broșură de 50 p. în limbile română și engleză semnată de Mariana Kahane, Emilia Comișel și Marian Lupașcu)